# Relikwiarz świętej Barbary
Relikwiarz świętej Barbary – gotycki relikwiarz w kształcie pełnoplastycznej figury przedstawiającej świętą Barbarę wykonany w roku 1514, najprawdopodobniej w Gdańsku, przez miejscowy warsztat złotników. Pierwotnym miejscem, gdzie wystawiano relikwiarz, była najprawdopodobniej kaplica Świętego Rajnolda w gdańskim kościele Mariackim. Obecnie prezentowany jest w galerii złotnictwa Muzeum Diecezjalnego w Pelplinie. Relikwiarz jest cennym przykładem złotnictwa pomorskiego doby Jagiellonów; charakteryzuje się syntezą późnogotyckiej mikroarchitektury (zastosowaniem motywów architektonicznych w mniejszej skali), rzeźby i złotnictwa.

## Dzieje
Relikwiarz świętej Barbary został wykonany w roku 1514, o czym poświadcza data umieszczona na cokole. Zleceniodawcą relikwiarza było prawdopodobnie Bractwo Cechu Kupców, do którego należała kaplica Świętego Rajnolda w kościele Mariackim, który był farą Głównego Miasta. Po przejęciu kościoła przez protestantów, prawdopodobnie przed 1577 rokiem, relikwiarz stał się własnością prywatną nieznanej osoby (poświadcza to niedbale wyryty napis BINDERHOFS), lub powędrował na teren diecezji pomorskiej do nieznanego kościoła. W latach 1887–1932 znajdował się w kościele pielgrzymkowym pw. Narodzenia Najświętszej Marii Panny w Piasecznie koło Gniewu. Na przełomie XIX i XX stulecia relikwiarz przeszedł konserwację. Od roku 1988 znajduje się w zbiorach pelplińskiego Muzeum Diecezjalnego i jest eksponowany w tamtejszej Galerii Złotnictwa.
Kilkakrotnie był prezentowany na wystawach czasowych, m.in. na Aurea Porta Rzeczpospolitej – wystawie zorganizowanej w roku 1997 z okazji jubileuszu tysiąclecia Gdańska, w tamtejszym Muzeum Narodowym. Dwa lata później relikwiarz prezentowano w warszawskim Zamku Królewskim na wystawie Ornamenta Ecclessiae Poloniae, trwającej od 15 maja do 8 sierpnia 1999 roku. Po raz kolejny dzieło eksponowano na międzynarodowej wystawie Europa Jagellonica 1386–1572, która od 20 maja do 30 września 2012 odbywała się w Galerii Kraju Środkowych Czech (GASK – Galerie Středočeského kraje) w Kutnej Horze, a od 8 listopada miała miejsce w Warszawie: w Zamku Królewskim oraz Muzeum Narodowym, które jest miejscem ekspozycji relikwiarza świętej Barbary. Od 1 marca do 16 czerwca 2013 roku prezentowana na wystawie w Domu Historii Brandenburgii i Prus (Haus der Brandenburgisch-Preußischen Geschichte) w Poczdamie.

## Wygląd
Relikwiarz ma formę pełnoplastycznej figurki przedstawiającej świętą Barbarę stojącą na sześciobocznym cokoliku. Wykonany jest ze srebra, które jest częściowo pozłacane. Podstawę relikwiarza tworzy sześcioboczny cokół, mieszczący wewnątrz repozytorium na relikwie. Każdy z boków ozdobiony jest arkadą w formie oślego grzbietu, wspartą na ażurowych przyporach. Pod arkadami sześć pełnoplastycznych figurek świętych: Zygmunta (z mieczem, berłem oraz koroną na głowie), Leonarda, Rajnolda, nieznanego biskupa (interpretowanego najczęściej jako św. Stanisław, św. Wojciech lub św. Tomasz Becket), Pawła oraz Jerzego, który jako uzbrojony wojownik zwycięża smoka. Postać świętej Barbary została tu przedstawiona zgodnie z ówczesną konwencją ikonograficzną jako młoda, pełna urody niewiasta. Twarz cechuje wysokie czoło, delikatnie wyrzeźbione łuk brwiowy, oczy i usta. Długie, rozpuszczone włosy przybierają płynne, faliste formy. Ukazana została w wydatnym kontrapoście, odziana jest w obcisłą sukienkę, która kontrastuje z  płaszczem narzuconym na lewe ramię i przykrywającym nogi i częściowo plecy. W sposób bardzo subtelny został uwydatniony biust, wiotka kibić oraz wysmukłe proporcje. Pozłacana suknia ozdobiona jest grawerowanymi motywami fitomorficznymi, m.in. stylizowanymi kwiatami i liśćmi dębu. U góry suknia ma delikatny dekolt, którego zaakcentowany wykrój zdobią kamienie szlachetne i półszlachetne (m.in. turkusy, rubiny) oraz perły. Kameryzowana jest także ozdobna przepaska z łańcuszkami, zawieszona na talii, i przede wszystkim pierścień korony, której segmenty tworzy motyw stylizowanego późnogotyckiego astwerku (ornamentu w formie uschniętych gałęzi). W dłoniach święta Barbara trzyma charakterystyczne dla niej atrybuty: w prawej ręce miecz symbolizujący jej męczeńską śmierć, w lewej wysmukłą, kilkukondygnacyjną wieżyczkę na planie trójkąta wpisanego w sześciobok. Dolna kondygnacja wieżyczki (mieszcząca repozytorium na relikwie) ma plan sześcioboczny; naprzemianlegle ściany mają po trzy ostrołukowe okienka lub przypory, na których wsparta jest konstrukcja wieżyczki. Druga kondygnacja jest ażurowa, wewnątrz mieści się malutka, pełnoplastyczna figurka Chrystusa prezentującego otwartą księgę. Pomimo filigranowych rozmiarów figurka, podobnie jak postaci na cokole, charakteryzuje się dbałością o proporcje, fizjonomię itp. Górną część wieżyczki tworzy balustrada z krenelażem, trzy fiale oraz górna kondygnacja zwieńczona smukłymi fialami i ostrosłupowym hełmem.

## Analiza
Relikwiarz świętej Barbary charakteryzuje się indywidualizmem twórczym, przy czym w ogólnym zarysie reprezentuje typ relikwiarza w formie zminiaturyzowanej pełnoplastycznej figury, typ ten znany jest od X w. a upowszechnił się głównie w okresie gotyku: od końca XIII wieku aż do nowożytności. Podstawę dla pelplińskiego relikwiarza był najprawdopodobniej rzeźbiony model, z niego odlano i wykuto figurkę, uzupełniając partiami złota i barwnej polichromii (m.in. kolory karnacji twarzy, szyi i dłoni). Stąd też w historiografii artystycznej dotyczącej relikwiarza przyjęła się i utrwaliła teza, iż głównego wpływu na formę dzieła nie miała bynajmniej plastyka złotnicza sama w sobie, lecz rzeźba; domniemany model do figury relikwiarzowej był dziełem snycerza, związanego z Gdańskiem. Badacze próbowali łączyć styl pelplińskiego relikwiarza z twórcą Ołtarza Różańcowego w szpitalu Ducha Świętego w Lubece, działającym na Pomorzu i Wielkopolsce Hansem Brandtem. Późniejsze badania bardziej jednoznacznie wskazały na gdańską proweniencję relikwiarza, łącząc z figurą w środkowej części ołtarza Świętej Barbary w kościele NMP w Gdańsku oraz figurą Madonny z Dzieciątkiem z kościoła Bożego Ciała w Elblągu (obecnie prezentowana w Oddziale Sztuki Dawnej MNG). Niewielkie figurki świętych, zdobiące posąg, przedstawiają najprawdopodobniej patronów fundatorów, związanych z gdańskim kościołem Mariackim. Natomiast święty Zygmunt jest najprawdopodobniej aluzją do ówczesnego władcy, Zygmunta I Starego, syna Kazimierza Jagiellończyka, ten w 1454 roku przyłączył Gdańsk do Korony Królestwa Polskiego. postać biskupa jest identyfikowana ze świętym Stanisławem lub świętym Wojciechem, natomiast postać świętego Rajnolda nawiązuje do kaplicy pod tym wezwaniem, znajdującej się przy kościele Mariackim w Gdańsku; kaplica ta wówczas należała do Bractwa Cechu Kupców, które ufundowało relikwiarz. Umieszczony w wieżyczce Chrystus z otwartą księgą interpretowany jest jako Zbawiciel Świata i Nauczyciel. Wierna Chrystusowi i posłuszna Jego naukom święta Barbara na rozkaz Dioskurosa (ojca świętej) została uwięziona w wieży, gdzie miał objawić się jej anioł z kielichem i hostią (symbole Eucharystii). Trójkątny plan i trzy okna w wieżyczce trzymanej przez świętą Barbarę nawiązują do Trójcy Świętej. Pojawiło się także przypuszczenie, że figura mogła powstać w innym ważnym ośrodku złotniczym w Prusach Królewskich, w Elblągu, zważając nie tylko na wspomnianą figurę z kościoła Bożego Ciała, ale także na wysokiej klasy artystycznej dzieła złotnicze powstałe w Elblągu, dwa srebrne posążki relikwiarzowe św. Jerzego z kościołów Św. Mikołaja oraz Bożego Ciała, od 1945 r. w Museum für Kunst und Gewerbe w Hamburgu oraz Kunstgewerbemuseum w Berlinie.